# محمد العربي زروق خزندار
محمد العربي زروق خزندار، ولد حوالي عام 1760 بباردو، وتوفي يوم 29 أكتوبر 1822، سياسي تونسي عين وزيرا أكبر.

## عائلته
ولد في عائلة تنحدر من أشراف مدينة باجة، ومن كبار ملاكيها العقاريين القريبين من البايات الحسينيين. وكان جده لأمه هو الوزير رجب خزندار. وهو كذلك أخو الأميرة أمينة بيّة بالرضاعة، وهي أخت حمودة باشا وزوجة المير محمود باي فيما بعد. كان والده مراقبا لأعمال الترميم بالقصر الملكي، وهو الذي قام على تربيته.

## صعوده
دخل مثل والده في خدمة حمودة باشا كمراقب لأعماله الكبرى مثل إصلاح قلعة الكاف وتحصينها على الحدود الجزائرية أو غيرها من المشاريع العسكرية. بعد عام 1800، رافق الوزير يوسف صاحب الطابع في خروجه بالمحلة كمستنشار وخزندار. وقد نشأت بينهما مزاحمة تولدت عنها البغضاء بينهما. في عام 1814 وبمساعدة من أخته من الرضاعة أمينة بية، قام بحث الأميرين حسين ومصطفى على قتل الباي عثمان باي وأبنائه، ليتولى والدهما محمود باي العرش. إلا أنه لم تقع ترضيته بتسميته عوضا عن يوسف صاحب الطابع الرجل القوي في عهدي حمودة باشا وعثمان باي، إلا أنه رغم كل شيء بقي الوزير الأول للباي الجديد. وقد رضي مؤقتا بخطة خزندار أي وزير المالية. إلا أن الشكوك التي بثها محمد العربي زروق في الباي، أدت إلى التخلص من صاحب الطابع بقتله غيلة في قصر باردو، وتولى هو خطة وزير أول للإيالة، وقام بتتبع حلفاء الوزير السابق، بسجن بعضهم ومصادرة أملاكهم، ومن بين من أصابهم الأذى والد المؤرخ أحمد بن أبي الضياف الذي عمل كاتبا لدى يوسف صاحب الطابع. وبالتخلص من كبار رجال حمودة باشا، فسح له المجال للاستثراء، مساهما في تجارة الزيت والقمح، وابتنى لنفسه قصرا بمدينة تونس في حي نهج الحكام. وقد تمكن من إنقاذ العائلة الحسينية من الثورة التي قام بها جند الترك عام 1816.

## نهايته
لم يغفر له صهره محمود باي مقتل صاحب الطابع بدون إذن منه، فقرر إبعاده في نفس الظروف التي وقع فيها إبعاد صاحب الطابع، حيث خنق أمام أبواب قصر باردو وذلك يوم 22 أكتوبر 1822 ، ولم يتدخل الأميران حسين ومصطفى من أجل إنقاذه، ووقع دفنه في نفس اليوم بمقبرة الجلاز، ووقع سجن ابنه الصغير لمدة أشهر، ونفس الشيء بالنسبة لحلفائه، أما أخته أمينة بية فقد توفيت بعده بشهرين.

## إشارات مرجعية
1. ↑  رشاد الإمام، سياسة حمودة باشا في تونس 1782-1814، منشورات الجامعة التونسية، 1980، ص 130
2. ↑  المصدر نفسه، ص 130
3. ↑  كتاب بلاد باجة : مدائن و معالم و أعلام

| سبقه يوسف صاحب الطابع | وزير أول (تونس) 1815 -1822- | تبعه حسين خوجة |